# Дијаграм случајева коришћења
Дијаграм случајева коришћења (енгл. Use case diagram) приказ је интеракције корисника са системом који показује однос између корисника и различитих случајева коришћења у којима је корисник укључен. Дијаграм случаја коришћења може идентификовати различите типове корисника система и различите случајеве коришћења и често ће бити пропраћен и другим типовима дијаграма. Случајеви коришћења представљени су круговима или елипсама.

## Примена
Иако се случај коришћења може разбити у много детаља о свакој могућности, дијаграм случајева коришћења може обезбедити поглед на систем на вишем нивоу. Већ је речено да су „дијаграми случајева коришћења нацрти за ваш систем”. Они обезбеђују поједностављен и графички приказ онога што систем заиста мора да ради.
Због њихове поједностављене природе, дијаграми случајева коришћења могу бити добар алат за комуникацију заинтересованих страна. Цртежи покушавају да опонашају стварни свет и пруже поглед заинтересованим странама да схвате како ће систем бити дизајниран. Сиау и Ли су спровели истраживање да би утврдили да ли је уопште постојала оправдана ситуација за дијаграме случајева коришћења или су непотребни. Откривено је да дијаграми случајева коришћења преносе намеру система на поједностављенији начин за заинтересоване стране и да су „протумачени потпуније од дијаграма класе”.
Сврха дијаграма случајева коришћења је једноставно да се обезбеди поглед на систем на високом нивоу и да се пренесу захтеви заинтересованим странама преко формализама из корисничког домена. Додатни дијаграми и документација могу се користити за пружање потпуног функционалног и техничког погледа на систем.